# Catharine Trotter Cockburn

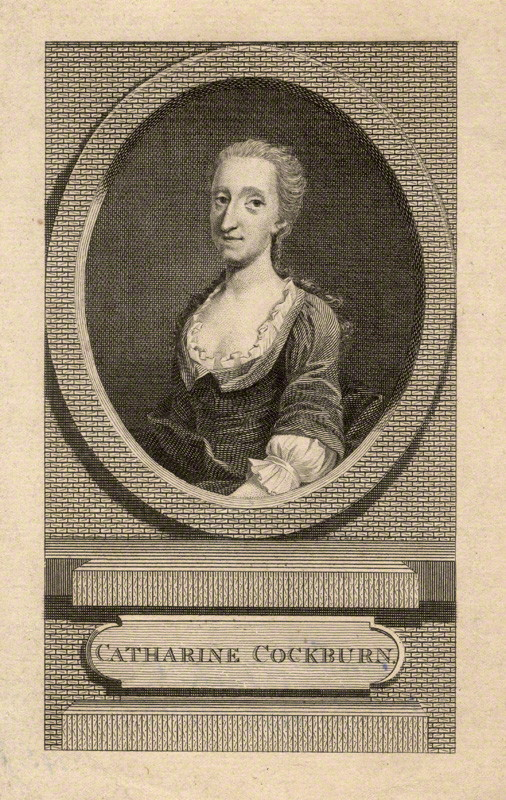
Catharine Trotter Cockburn

Catharine Trotter Cockburn (Londres, 16 de agosto de 1679 - 11 de maio de 1749) foi uma novelista, dramaturga e filósofa inglesa.
Os pais de Catherine  Trotter eram escoceses protestantes que viviam em Londres. Ela se converteu ao catolicismo muito jovem, mas retornou à Igreja da Inglaterra em 1707.

## Obra

### Teatro
- Agnes de Castro, Londres, Teatro Drury Lane, 1695-1696.
- Fatal Friendship, Londres, Lincoln’s Inn Fields, 1698.
- Love at a Loss, or, Most Votes Carry It (más tarde reescrita como The Honourable Deceiver; or, All Right at the Last), Londres, Teatro Real en Drury Lane, 1700.
- The Unhappy Penitent, Londres, Teatro real en Drury Lane, 1701.
- The Revolution of Sweden, Londres, Teatro de la Reina, 1706.

### Livros
- Agnes de Castro, A Tragedy (1696).
- Fatal Friendship. A Tragedy (1698).
- Love at a Loss, or, Most Votes Carry It. A Comedy (1701).
- The Unhappy Penitent, A Tragedy (1701).
- A Defence of Mr. Lock’s [sic.] Essay of Human Understanding (1702).
- The Revolution of Sweden. A Tragedy (1706).
- A Discourse concerning a Guide in Controversies, in Two Letters (1707).
- A Letter to Dr. Holdsworth, Occasioned by His Sermon Preached before the University of Oxford (1726).
- Remarks Upon the Principles and Reasonings of Dr. Rutherforth’s Essay on the Nature and Obligations of Virtue (1747).
- The Works of Mrs. Catharine Cockburn, Theological, Moral, Dramatic, and Poetical. 2 vols. (1751).

### Outras publicações
- Olinda’s Adventures; or, The Amours of a Young Lady, en vol. 1 de Letters of Love and Gallantry and Several Other Subjects. (1693).
- Epílogo, en Queen Catharine or, The Ruines[sic.] of Love, por Mary Pix. (1698).
- “Calliope: The Heroick [sic.] Muse: On the Death of John Dryden, Esq.; By Mrs. C. T.” en The Nine Muses. Or, Poems Written by Nine severall [sic.] Ladies Upon the Death of the late Famous John Dryden, Esq. (1700).
- “Poetical Essays; May 1737: Verses, occasion’d by the Busts in the Queen’s Hermitage.” Gentleman’s Magazine, 7 (1737): 308.

### Obras impressas
- Catharine Trotter Cockburn: Philosophical Writings. Ed. Patricia Sheridan. Peterborough, ON: Broadview Press, 2006. ISBN 1-55111-302-3. $24.95 CDN.
- “Love at a Loss: or, Most Votes Carry It.” Ed. Roxanne M. Kent-Drury. The Broadview Anthology of Restoration & Early Eighteenth-Century Drama. Ed. J. Douglas Canfield. Peterborough, ON: Broadview Press, 2003. 857-902. ISBN 1-55111-581-6. $54.95 CDN.
- Olinda’s Adventures, Or, the Amours of a Young Lady. New York: AMS Press Inc., 2004. ISBN 0-404-70138-8. $22.59 CDN.